# 梁巨魁
梁巨魁（1878年—1950年），字健卿，江苏宝应县西安丰镇人。清末民初军事将领。末科武傳臚。
光绪二十三年（1897年）丁酉科武举人，光绪二十四年（1898年）戊戌科武进士。殿試钦点二甲第一名，赏戴花翎，授三等侍卫。后入南洋陆师学堂进修，以成绩优等毕业，任徐淮巡防步队第五营管带，历升狼山中军游府、署江南江北狼山总兵等职。
武昌起义爆发后，梁巨魁响应革命，拥护民国政府，授陆军中将衔，三等文虎勋章。不久，袁世凯称帝，时局愈发混乱，梁巨魁托病归里。回乡后，他出钱组织民团，保境安民。抗日战争时，坚拒与日本合作，保住晚节。1950年病卒。